# Tommy Shaw

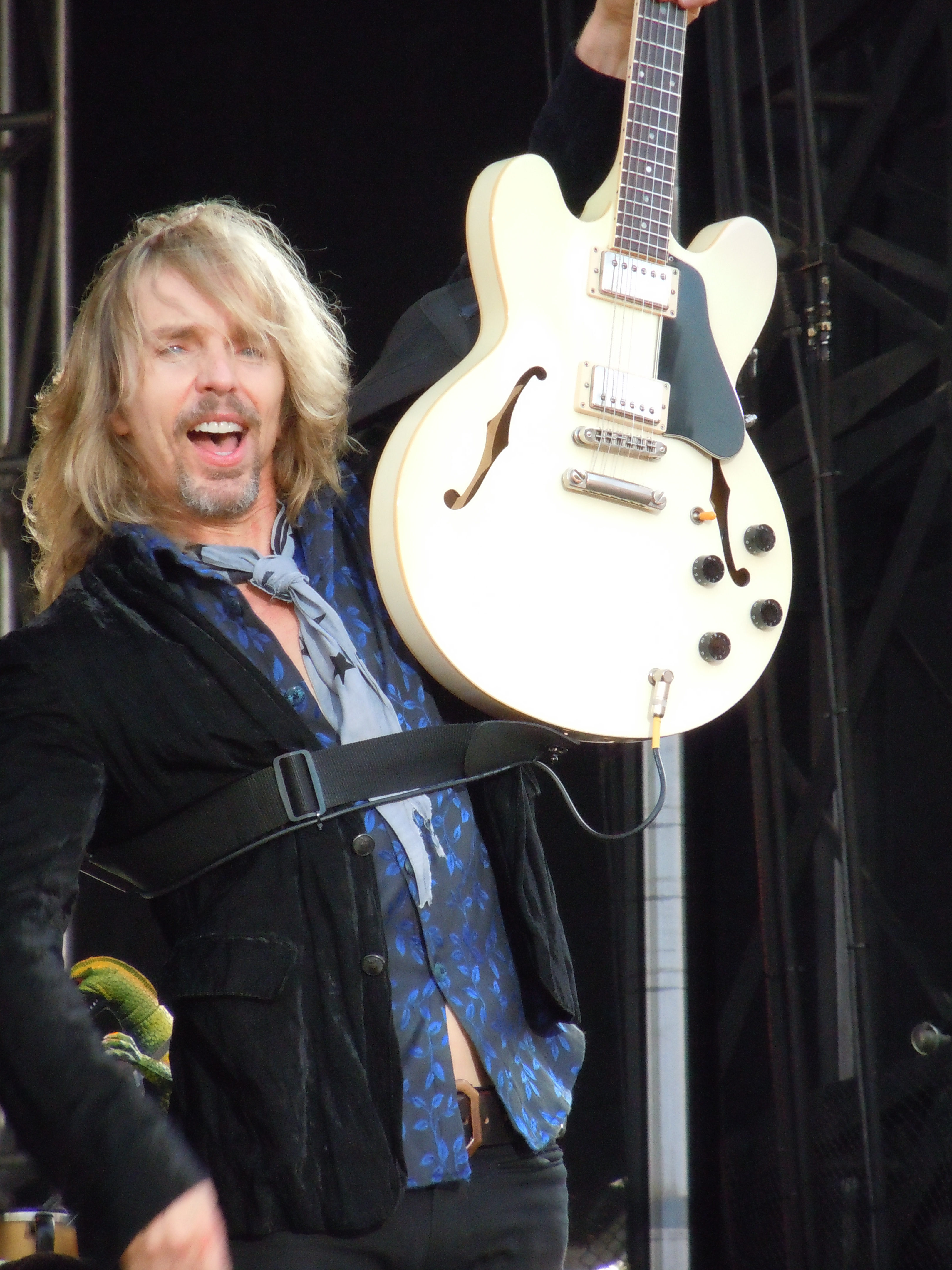
Tommy Shaw (2010)

Tommy Roland Shaw (* 11. September 1953 in Montgomery, Alabama) ist ein US-amerikanischer Gitarrist und Sänger, der vor allem durch seine Mitgliedschaft bei der Rockband Styx bekannt wurde.

## Karriere
Shaw besuchte die Robert E. Lee High School in Montgomery, danach zog er nach Chicago und schloss sich der Band The Smoke Ring an, mit der er drei Jahre lang auftrat.

### Styx
1975 ersetzte er John Curulewski als Sänger und Gitarrist bei der Band Styx. Er komponierte auch für die Band, zwei seiner Titel vom Album Pieces of Eight schafften es in die Billboard Hot 100; Renegade auf Position 16 und Blue Collar Man auf Position 21. Nach der Tour zum Album Kilroy Was Here verließ er 1983 die Band, die sich im Jahr darauf auflöste. 1996 nahm er an einer Revival-Tour von Styx teil, drei Jahre später nahm er mit Styx das Album Brave New World auf.

### Damn Yankees
1989 war er eines der Gründungsmitglieder der Supergroup Damn Yankees, zu der Ted Nugent, Jack Blades von Night Ranger sowie  Michael Cartellone, der spätere Schlagzeuger von Lynyrd Skynyrd gehörten. Im Januar 1990 erreichte die Single High Enough, welche Shaw co-komponiert hatte, Platz 3 der Billboard-Charts und das Debütalbum der Band erreichte Doppelplatin. 1992 erschien das zweite Album "Don’t Tread", welches zwar auch mit Platin ausgezeichnet wurde, sich aber deutlich schlechter verkaufte.

### Solo
Shaw veröffentlichte in den 1980er Jahren drei Soloalben und konnte 1984 einen kleineren Singlehit mit dem Titel Girls with Guns verbuchen. Zusammen mit Jack Blades entstand unter dem Namen Shaw Blades das gemeinsame Album Hallucination. 1998 folgte mit 7 Deadly Zens ein weiteres Soloalbum. Zudem war er an verschiedenen, von Bob Kulick produzierten Tributealben beteiligt.

## Diskografie

### Alben
| Jahr | Titel           | Höchstplatzierung, Gesamtwochen, AuszeichnungChartsChartplatzierungen (Jahr, Titel, Platzierungen, Wochen, Auszeichnungen, Anmerkungen) | Anmerkungen                |
| Jahr | Titel           | US | Anmerkungen                |
| ---- | --------------- | --- | -------------------------- |
| 1984 | Girls with Guns | US50 (25 Wo.)US | Erstveröffentlichung: 1984 |
| 1985 | What If?        | US87 (9 Wo.)US | Erstveröffentlichung: 1985 |

Weitere Alben
- 1985: Live in Japan
- 1987: Ambition
- 1998: 7 Deadly Zens
- 2011: The Great Divide

### Singles
| Jahr | Titel Album                         | Höchstplatzierung, Gesamtwochen, AuszeichnungChartsChartplatzierungen (Jahr, Titel, Album, Platzierungen, Wochen, Auszeichnungen, Anmerkungen) | Anmerkungen                          |
| Jahr | Titel Album                         | US | Anmerkungen                          |
| ---- | ----------------------------------- | --- | ------------------------------------ |
| 1984 | Girls with Guns                     | US33 (12 Wo.)US | Erstveröffentlichung: September 1984 |
| 1984 | Lonely School Girls with Guns       | US60 (9 Wo.)US | Erstveröffentlichung: Dezember 1984  |
| 1985 | Remo’s Theme (What If?) What If?    | US81 (5 Wo.)US | Erstveröffentlichung: September 1985 |
| 1987 | Ever Since the World Began Ambition | US75 (9 Wo.)US | Erstveröffentlichung: Dezember 1987  |